# Mauro Racca
Mauro Racca (Torino, 3 aprile 1912 – Padova, 24 aprile 1977) è stato uno schermidore italiano, specializzato nella sciabola. Ha vinto due medaglie d'argento nella scherma ai Giochi olimpici.

## Palmarès
In carriera ha ottenuto i seguenti risultati:

### Giochi olimpici
Individuale
A squadre
- Argento nella sciabola a Londra 1948
- Argento nella sciabola a Helsinki 1952

### Mondiali
Individuale
A squadre
- Oro nella sciabola a Piešťany 1938
- Oro nella sciabola a Lisbona 1947
- Oro nella sciabola a Il Cairo 1949
- Oro nella sciabola a Montecarlo 1950
- Argento nella sciabola a Stoccolma 1951
- Argento nella sciabola a Bruxelles 1953